# اولسبروکن
اولسبروکن (به آلمانی: Olsbrücken) یک شهر در آلمان است که در کایزرسلاوترن واقع شده‌است. اولسبروکن ۱٬۱۵۶ نفر جمعیت دارد.